# Dodge City (Alabama)
Dodge City – miasto w Stanach Zjednoczonych, w stanie Alabama, w hrabstwie Cullman. W roku 2023 miasto zamieszkiwały 564 osoby, a gęstość zaludnienia wynosiła 63,1 osoby/km².